# Синек, Саймон
Саймон Оливер Синек (англ. Simon Oliver Sinek; род. 9 октября 1973, Уимблдон, Лондон, Англия, Великобритания) ― американский писатель и оратор-мотиватор, эксперт в области предпринимательства и лидерства.
Его наиболее известными работами являются «Начни с почему» (2009), «Лидеры едят последними» (2014) и «Бесконечная игра» (2019).

## Биография
Родился 9 октября 1973 года в районе Уимблдон, Лондон, Англия, Великобритания.
Его раннее детство прошло в Йоханнесбурге, Лондоне и Гонконге, а затем семья переехала в США. В 1991 году он окончил среднюю школу Северной долины в Демаресте, округ Берген, штат Нью-Джерси, после чего поступил в Брандейский университет. Он также изучал право в Лондонском городском университете.
Свою карьеру Сайнек начал в Нью-Йорке, устроившись в рекламное агентство «Havas Creative», а некоторое время спустя стал работать в «Ogilvy». Позднее он открыл собственную компанию «Sinek Partners».
В 2016 году Синек выступал на Саммите лидеров Глобального договора ООН, а также неоднократно произносил речи на конференциях TED. Его доклад 2010 года «Как великие лидеры вдохновляют на действия», основанный на книге «Начните с почему» (2009), стал одним из самых популярных в истории TED. Его вторая книга «Лидеры едят последними» (2014) вошла в списки бестселлеров по версии журналов «The Wall Street Journal» и «The New York Times».
В июне 2018 года компания «The Young Turks» сообщила о заключении контракта с Иммиграционной и таможенной полицией США на проведение тренинга по лидерству Синеком, который был организован компанией «Ernst & Young». Позднее Синек также являлся инструктором по стратегическим коммуникациям в Колумбийском университете и внештатным сотрудником корпорации RAND.
В ноябре 2018 года журнал «Publishers Weekly» сообщил, что Синек основал «Optimism Press» — новое подразделение крупного американского издательства «Penguin Random House» .

## Работы
- 2009 — «Начни с почему[англ.]» (Start with Why), ISBN 978-1591846444
- 2014 — «Лидеры едят последними» (Leaders Eat Last), ISBN 978-1591845324
- 2016 — «Вместе — лучше» (Together Is Better), ISBN 978-1591847854
- 2017 — «Найди своё «Почему?»» (Find Your Why), ISBN 9781101992982
- 2019 — «Бесконечная игра[англ.]» (The Infinite Game), ISBN 9780735213500